# Basílica de São Pedro Acorrentado
San Pietro in Vincoli ou Basílica de São Pedro Acorrentado é uma igreja titular e basílica menor localizada no Monte Ópio, em Roma, Itália, conhecida principalmente por abrigar a famosa estátua de Moisés, de Michelangelo, que decora o túmulo do papa Júlio II.
O cardeal-presbítero protetor do Título de São Pedro Acorrentado é Donald Wuerl, arcebispo de Washington, D.C..

## História
Conhecida também como "Basilica Eudoxiana", a igreja foi construída pela primeira vez sobre fundações (descobertas em escavações em 1956-9) do período republicano entre 432 e 440 para abrigar a corrente que prendeu São Pedro quando ele esteve preso em Jerusalém (o episódio conhecido como "Libertação de São Pedro"). A imperatriz-consorte bizantina Eudóxia, esposa do imperador Valentiniano III, que recebeu-a de presente de sua mãe, Élia Eudócia, imperatriz-consorte de Valentiniano II, presenteou a relíquia ao papa Leão I. Eudócia, por sua vez, a havia recebido de Juvenal, bispo de Jerusalém.
De acordo com a lenda, esta corrente e uma outra, relacionada à prisão de Pedro na Prisão Mamertina, em Roma, se fundiram milagrosamente quando Leão tentou comparar as duas. Elas estão hoje num relicário sob o altar-mor da basílica.
A basílica foi consagrada em 439 pelo papa Sisto III e passou por diversas reformas, inclusive uma levada a cabo pelo papa Adriano I e outra no século XI. Entre 1471 e 1503, ano da eleição do cardeal da família della Rovere como papa Júlio II (e sobrinho do papa Sisto IV), a igreja foi praticamente reconstruída. O pórtico frontal, atribuído a Baccio Pontelli, foi acrescentado em 1475. O claustro (1493–1503) tem sido atribuído a Giuliano da Sangallo. Novas obras ocorrerem no início do século XVIII, sob direção de Francesco Fontana, em 1875.

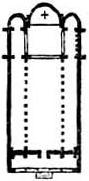
Plano da igreja.

Perto da igreja está a Faculdade de Engenharia da Universidade La Sapienza, que ocupa o antigo edifício do convento e chamado de "San Pietro in Vincoli" por antonomásia.

## Interior
O interior segue uma planta basilical típica, com uma nave ladeada por dois corredores, separados por colunas dóricas, terminados em três absides. Os corredores estão cobertos por abóbadas de aresta e a nave por um teto em caixotões do século XVIII, decorado no espaço oval central por um afresco do "Milagre das Correntes", de Giovanni Battista Parodi (1706).
O Moisés de Michelangelo, completado em 1515, foi projetado originalmente como parte de um gigantesco monumento funerário, com 47 estátuas livres, para o papa Júlio II, tornou-se a peça central de seu monumento e sepultura em San Pietro, a igreja da família della Rovere. Moisés aparece com seus típicos (na arte) "chifres", que denotam a "radiação de Deus" .
Entre as outras obras de arte estão duas telas de Guercino, Santo Agostinho e Santa Margarida, o monumento ao cardeal Girolamo Agucchi, de Domenichino, que pintou também um afresco na sacristia sobre a "Libertação de São Pedro" (1604). A peça-de-altar da primeira capela à esquerda é uma "Deposição da Cruz", de Cristoforo Roncalli. O túmulo do cardeal Nicolau de Kues (m. 1464), com seu relevo, "Cardeal Nicolau perante São Pedro", é de Andrea Bregno. O pintor e escultor florentino Antonio Pollaiuolo, famoso por ter acrescentado as esculturas de Rômulo e Remo à Loba Capitolina, está enterrado do lado esquerda da entrada. O túmulo do cardeal Cinzio Passeri Aldobrandini, decorado com a imagem da morte com sua foice.
Em 1876, arqueólogos descobriram os túmulos dos que já se acreditou no passado serem os "Sete Mártires Macabeus" de II Macabeus 7:41, o que é bastante improvável. Eles são lembrados anualmente em 1 de agosto, no mesmo dia da festa do milagre da fusão das correntes. O terceiro altar no corredor da esquerda abriga um mosaico de São Sebastião do século VII, lembrado por sua relação com uma epidemia de peste em Pávia. Conta a lenda que a doença só pararia se fosse construído um altar para o santo na igreja de San Pietro in Vincoli da cidade. De alguma forma, a história tornou-se aceita também em Roma e o altar foi construído e decorado pelo mosaico.

## Galeria

Imagens da igreja
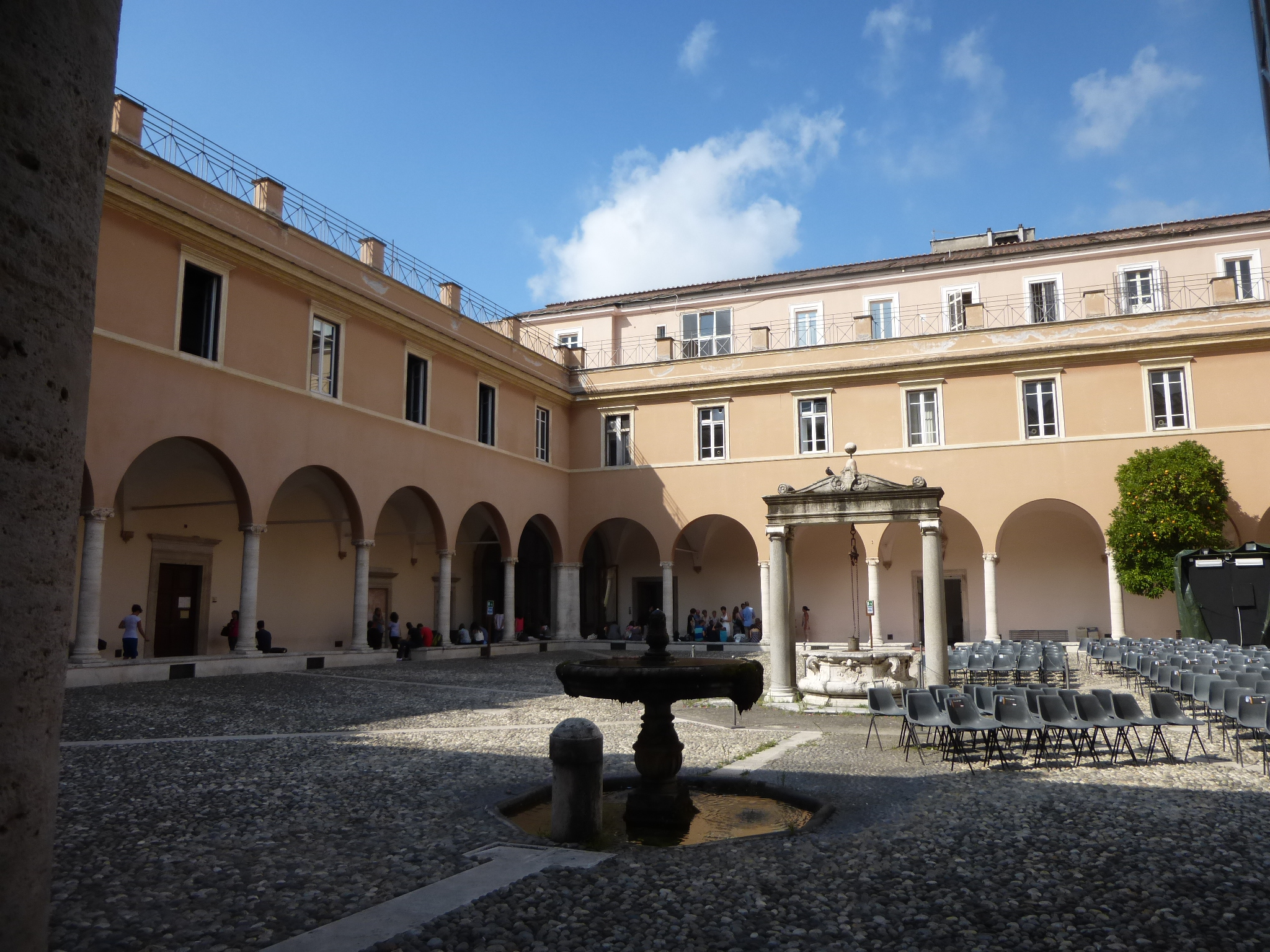
Claustro.
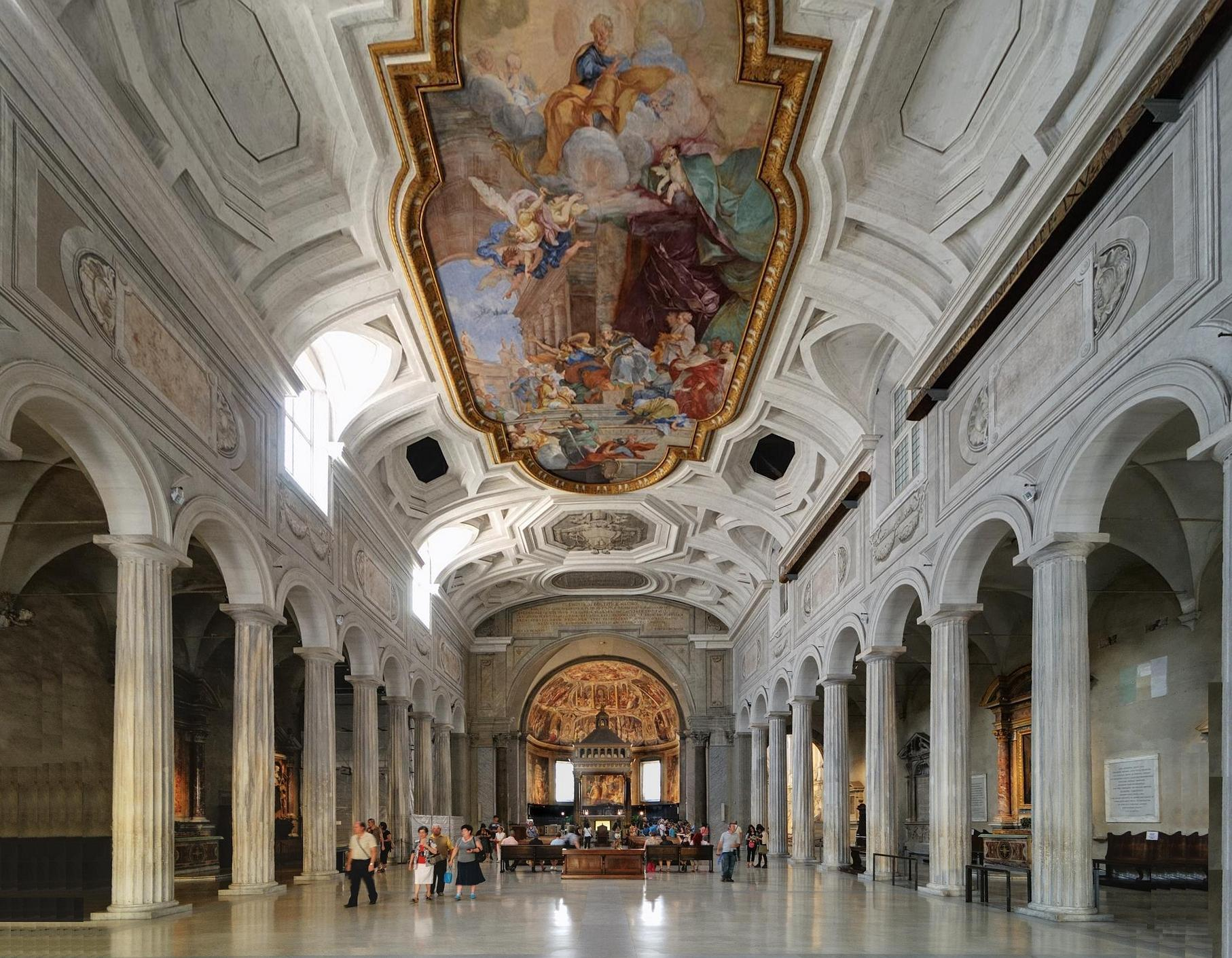
Vista geral da basílica.
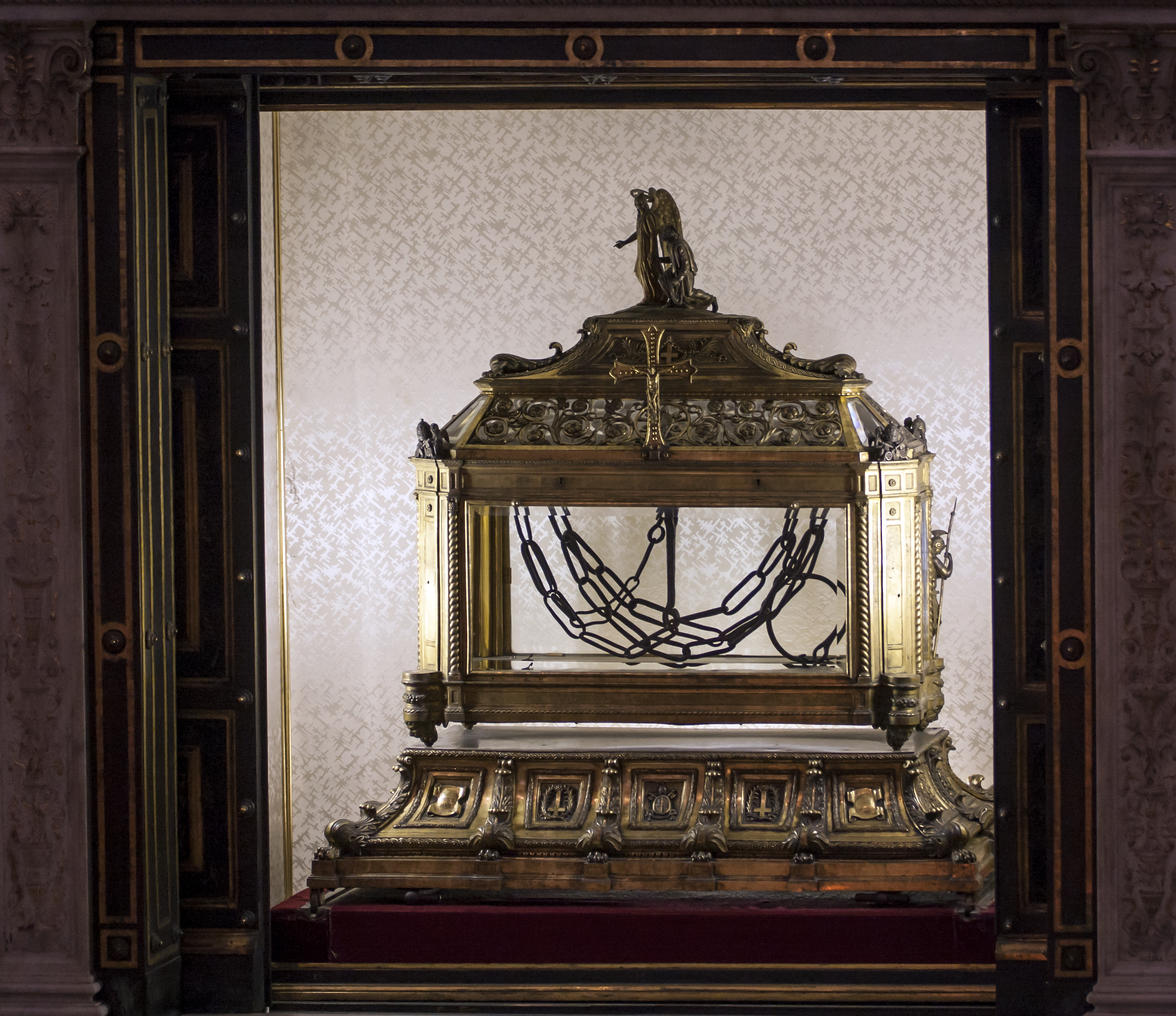
As correntes que deram nome à basílica.
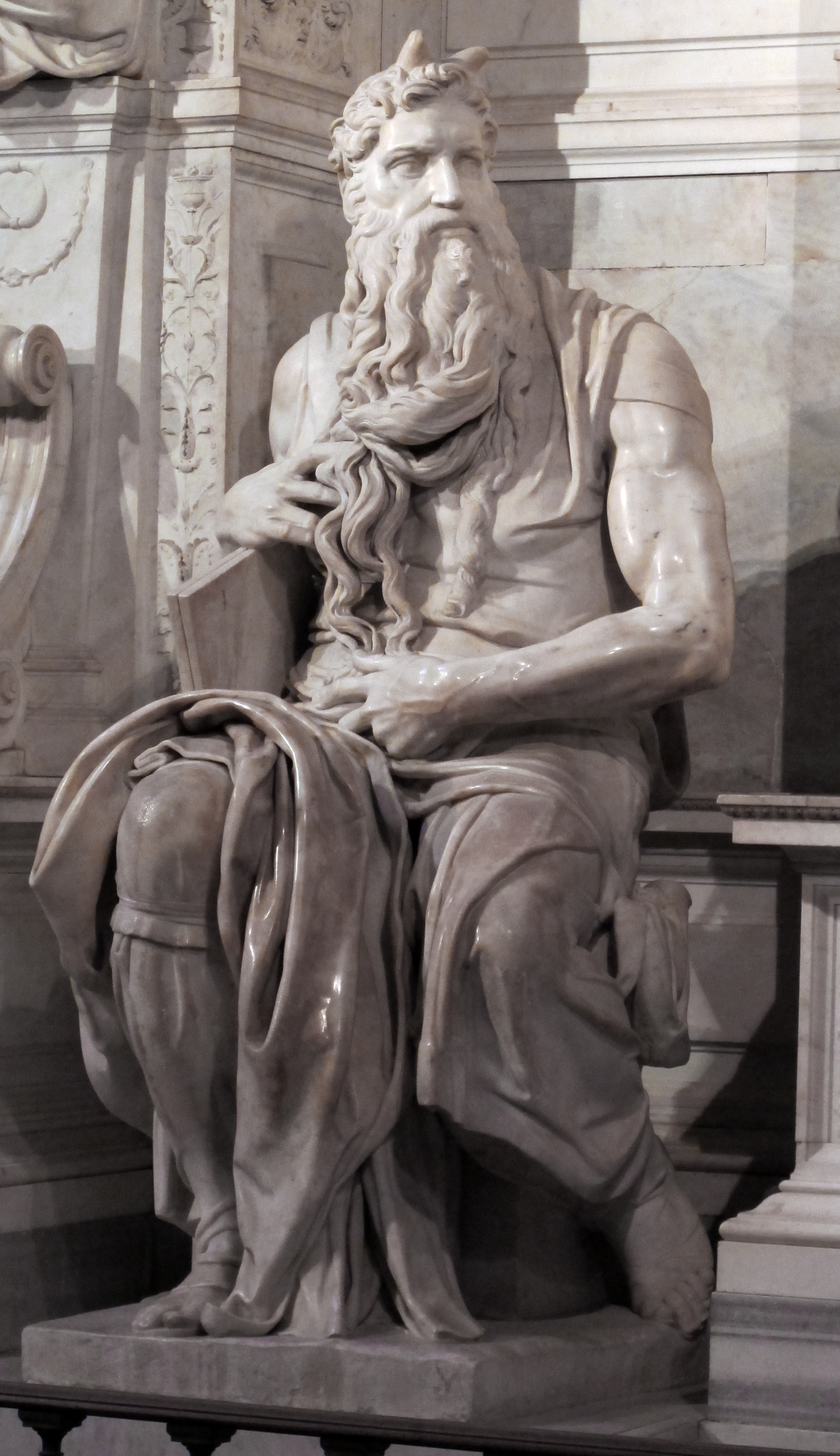
Moisés, de Michelangelo.
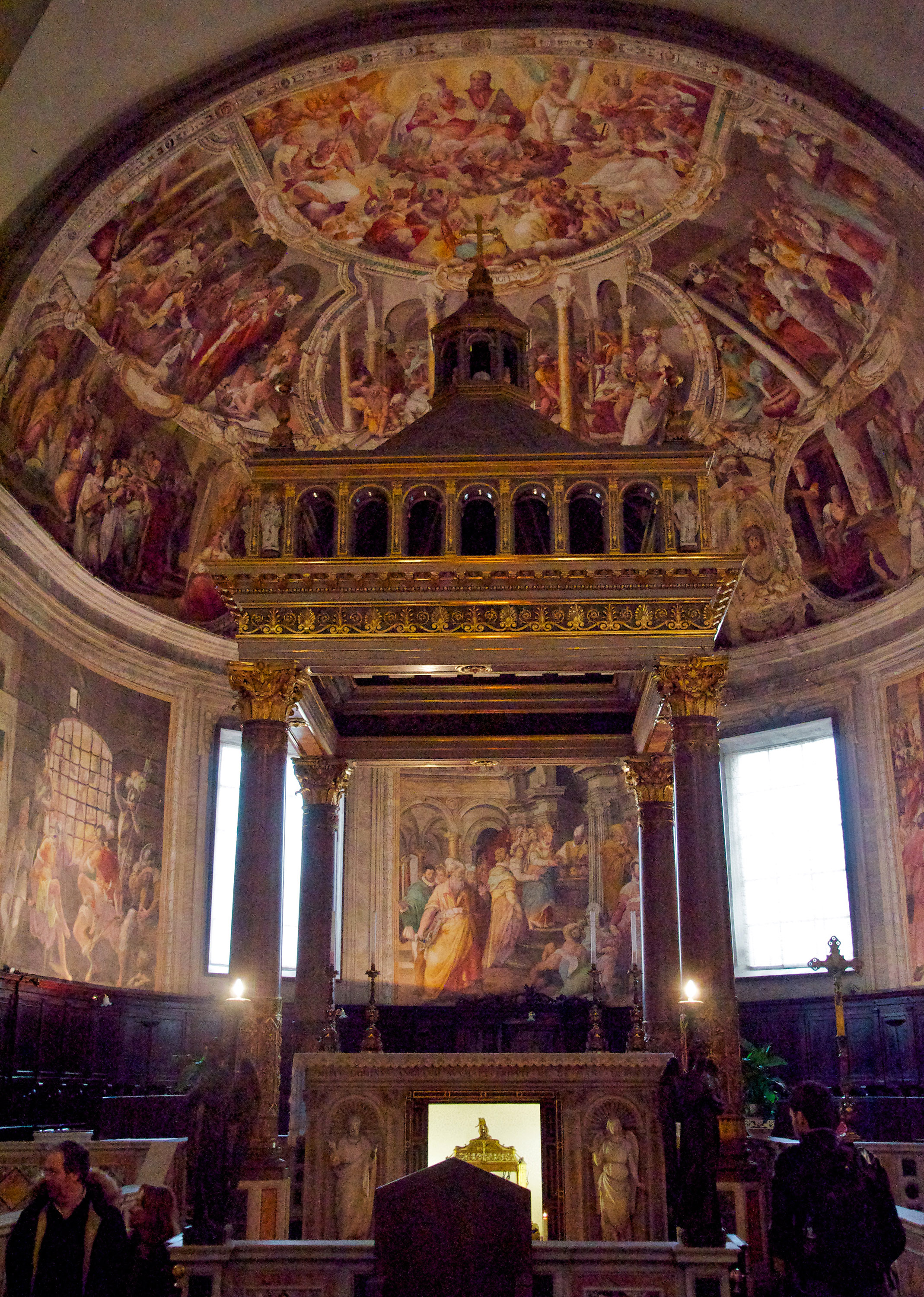
Altar-mor e o mosaico da abside central.